# Metcalf (Illinois)
Pour les articles homonymes, voir Metcalf.
Metcalf est un village du comté de Edgar dans l'Illinois, aux États-Unis,. Il est situé au nord du comté, entre Hume à l'ouest et Chrisman à l'est. Il est incorporé le 11 septembre 1901.

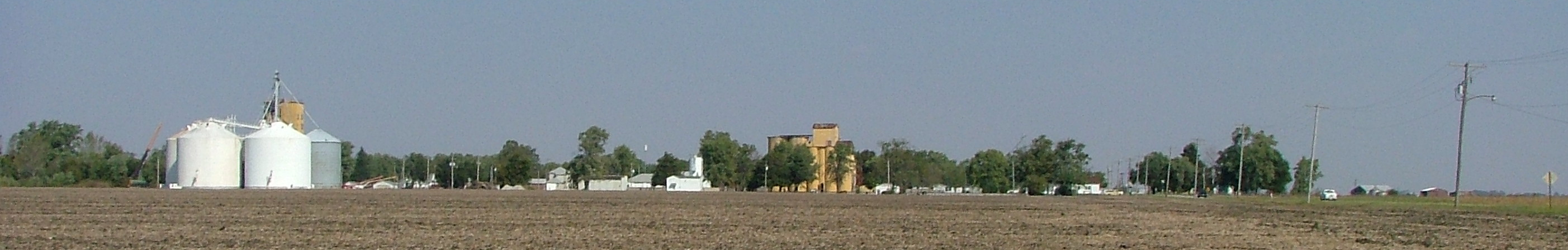
Metcalf vu du sud

## Démographie
Lors du recensement de 2010, le village comptait une population de 189 habitants. Elle est estimée, en 2016, à 179 habitants.

## Source de la traduction
- (en) Cet article est partiellement ou en totalité issu de l’article de Wikipédia en anglais intitulé « Metcalf, Illinois » (voir la liste des auteurs).